# Lichtung von Compiègne
Die Lichtung von Compiègne, auch Lichtung bei Compiègne, Lichtung von Rethondes oder Lichtung des Waffenstillstandes (französisch Clairière de l’Armistice) genannt, im Wald von Compiègne nahe dem ehemaligen Bahnhof des Dorfes Rethondes (aber außerhalb des Gemeindegebietes von Rethondes) bei Compiègne in Nord-Frankreich ist dadurch bedeutsam, dass hier zwei Mal, im Ersten Weltkrieg und im Zweiten Weltkrieg – jedoch mit umgekehrten Vorzeichen, ein (einer Kapitulation gleichkommender) Waffenstillstand zwischen der Französischen Republik und dem Deutschen Reich ausgehandelt wurde. Die Verhandlungen fanden jeweils in einem Eisenbahnwagen, dem später wegen seiner symbolischen Bedeutung berühmten Wagen von Compiègne, statt.
Die Lichtung wurde nach dem Ersten Weltkrieg zu einer Gedenkstätte umgestaltet und existiert als solche bis heute.

## Lage
Die Stadt Compiègne liegt etwa 90 Kilometer nordöstlich von Paris im Département Oise. Der Wald von Compiègne, in dem die Lichtung liegt, umgibt die Stadt auf ihrer Ostseite in einem weiten Bogen von Südosten bis Nordosten. Der Wald wird vom Fluss Aisne in Ost-West-Richtung durchschnitten. Die Lichtung liegt auf der Südseite des Flusses, südlich der kleinen Siedlung Francport und westlich der Gemeinde Rethondes.
Der Ort bei Compiègne wurde 1918 ausgewählt, weil im Ersten Weltkrieg das französisch-alliierte Oberkommando in der Nähe seinen Sitz hatte. Die Verhandlungen sollten ungestört und unbemerkt von der Öffentlichkeit möglichst abseits von Siedlungen stattfinden. Daher entschied man, als Räumlichkeiten auf offener Strecke abgestellte Eisenbahnwaggons zu nutzen. Die Bahngleise, die ehemals über die Lichtung verliefen, stammten von einer zweigleisigen Nebenstrecke, die im Ersten Weltkrieg zur Vorbereitung der Nivelle-Offensive eigens für die Eisenbahn-Artillerie (mit Schießkurve; frz. épi de tir) angelegt wurde und die beim Bahnhof von Rethondes von der Stammlinie abzweigte. Sowohl der Bahnhof wie auch die Lichtung liegen auf dem Gemeindegebiet von Compiègne. Hier konnten die beiden Parteien jeweils mit einem Zug vorfahren und ihre Waggons nebeneinander abstellen, und da die Strecke nicht zum öffentlichen Netz gehörte, konnten die Waggons hier tagelang stehenbleiben, ohne den regulären Eisenbahnverkehr zu stören.

## Geschichte

### Waffenstillstand 1918 (Erster Weltkrieg)

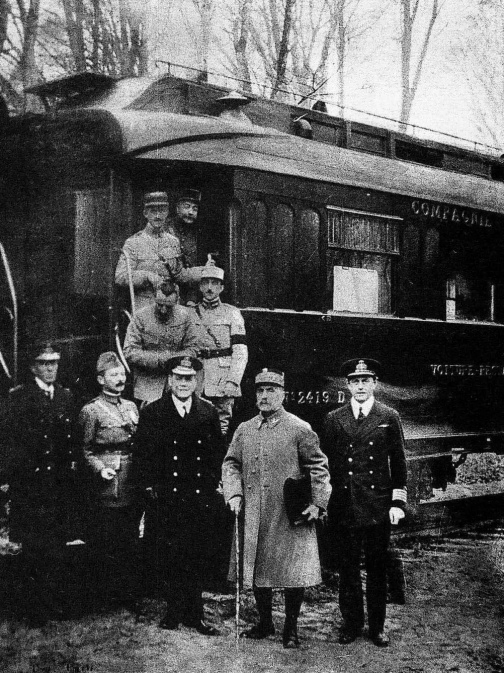
1918: Die französische Delegation unter Führung von Marschall Foch nach der Verhandlung

Nach dem Scheitern der Deutschen Frühjahrsoffensive 1918 gewannen die Alliierten (Triple Entente) mit verstärkter Unterstützung durch US-amerikanische Truppen an der Westfront endgültig die Oberhand. Gleichzeitig verschlechterte sich auch an der Ostfront durch den Zusammenbruch Bulgariens die Lage für das Deutsche Reich erheblich. Die deutsche Oberste Heeresleitung (OHL) kam daher zu der Erkenntnis, dass der Krieg militärisch nicht mehr zu gewinnen war. Als die Alliierten seit dem 8. August 1918 eine  Schlussoffensive gegen das Deutsche Reich lancierten, befürchtete die Militärführung den Zusammenbruch der Verteidigung und ein Vordringen feindlicher Truppen auf Reichsgebiet. Um dem zuvorzukommen, forderte die OHL die deutsche Regierung auf, Waffenstillstandsverhandlungen mit den Alliierten zu führen.
Nach wochenlangem Schriftwechsel über die Umstände reiste am 7. November 1918 eine deutsche Verhandlungsdelegation unter Führung von Staatssekretär Matthias Erzberger nach Frankreich. Als Ort für die Verhandlungen wurde aus den dargelegten Gründen die Lichtung im Wald von Compiègne ausgewählt. Die französische Delegation wurde vom alliierten Oberbefehlshaber, dem französischen Marschall Foch geführt. Nach nur drei Tagen Frist wurden die Verhandlungen beendet; die Alliierten diktierten weitgehend die Bedingungen, und obwohl diese von den Deutschen als sehr hart empfunden wurden, wies Reichskanzler Friedrich Ebert in Absprache mit der OHL die deutsche Delegation an, die Bedingungen zu akzeptieren.

### Zwischen den Kriegen: Bau der Gedenkstätte
Wenige Jahre nach dem Ende des Ersten Weltkrieges, im Jahr 1922, wurde die Lichtung vom Architekten Marcel Mages als Gedenkstätte gestaltet. Die Initiative hierzu ging von der Ligue des sections et anciens combattants aus, einer nationalistischen Vereinigung von Kriegsveteranen unter Führung des Journalisten und Schriftstellers Jean-Auguste-Gustave Binet, besser bekannt als Binet-Valmer.
Bereits im selben Jahr, 1922, wurde auch das etwas abseits gelegene Elsaß-Lothringen-Denkmal eingeweiht. Entworfen und erbaut wurde es von dem Kunstschmied Edgar Brandt.
1937 wurde auf der Gedenkstätte zusätzlich ein überlebensgroßes Denkmal für den acht Jahre zuvor verstorbenen Marschall Foch errichtet.

### Waffenstillstand 1940 (Zweiter Weltkrieg)

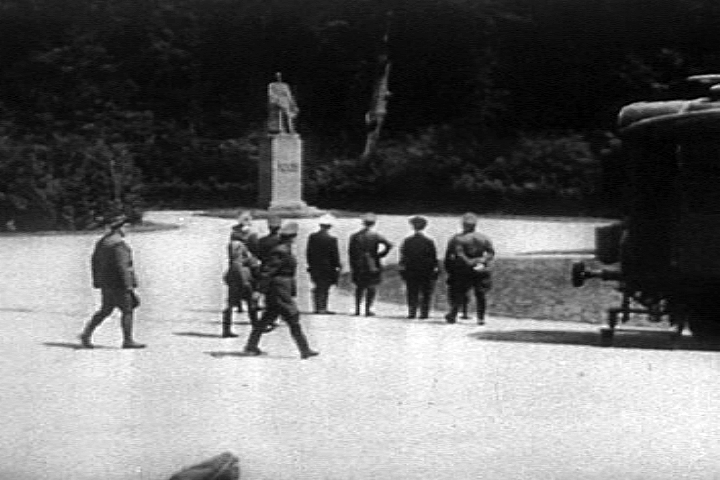
1940: Hitler und andere deutsche Vertreter vor dem Waggon (im Hintergrund die Foch-Statue)

Im Mai 1940 griff die deutsche Wehrmacht im Westen an. Obwohl theoretisch in den meisten Belangen überlegen, wurden die französischen Verteidiger und ihre Verbündeten von der besser geführten Wehrmacht binnen kurzem im Blitzkrieg überrollt. Schon Anfang Juni begann die Endphase der Schlacht um Frankreich („Fall Rot“). Angesichts der absehbaren Niederlage erklärte der französische Regierungschef Paul Reynaud Mitte Juni seinen Rücktritt. Dessen Nachfolger Philippe Pétain bat einen Tag später die Deutschen um einen Waffenstillstand.
Als Ort für die Waffenstillstandsverhandlungen wählte Hitler ganz bewusst denselben Ort wie beim Waffenstillstand von 1918, um die Franzosen zu demütigen und sich für die Schmach von 1918 und die harten Bedingungen des Friedensvertrages von Versailles zu rächen. Er ließ hierfür den Original-Waggon von 1918 aus dem Museumsgebäude holen, wozu die Wand auf der Frontseite teilweise herausgebrochen werden musste. Die Verhandlungen fanden am 22. Juni 1940 statt und der Waffenstillstand trat drei Tage später in Kraft.
Nach Abschluss der Verhandlungen ließ Hitler den Gedenkstein im Zentrum des Platzes und das nahegelegene Elsaß-Lothringen-Denkmal schleifen. Der französische Waggon des General Foch wurde entführt und verschwand nach seiner Ausstellung als Trophäe im Berliner Lustgarten für immer irgendwo in Thüringen, wo deutsche Soldaten ihn kurz vor Ende des Zweiten Weltkriegs zerstörten.

### Nach dem Zweiten Weltkrieg
Nach Ende des Zweiten Weltkrieges, im Jahr 1950, wurde die Gedenkstätte auf Geheiß von Präsident Charles de Gaulle wiederhergestellt. Hierbei wurden die von den Deutschen beschädigten oder zerstörten Teile, das Elsaß-Lothringen-Denkmal, der Gedenkstein im Zentrum und das Museum, mit unveränderter Gestaltung wieder aufgebaut.
Da der Original-Waggon von 1918 im Zweiten Weltkrieg zerstört worden war, wurde ein Waggon derselben Baureihe anstelle des Originals im Museum aufgestellt. Jedes Jahr findet am 11. November, dem Jahrestag des Waffenstillstandes von 1918, auf der Lichtung eine Gedenkveranstaltung statt. Zum 100. Jahrestag wurde das Museum neu gestaltet. Am 10. November 2018 trafen sich Präsident Emmanuel Macron und Bundeskanzlerin Angela Merkel in der Gedenkstätte.

## Gestaltung
Die Lichtung wurde nach dem Ersten Weltkrieg zu einem runden Platz mit einem Durchmesser von etwa 100 m umgestaltet.
Über den Platz  verlaufen in einem weiten Bogen in einem Abstand von 50 m die beiden parallelen Bahngleise. Steinplatten markieren die ehemaligen Standorte der Waggons der französischen und der deutschen Verhandlungsdelegation. Zwischen den beiden Gleisen liegt eine Rasenfläche, in deren Mitte eine große Steintafel mit einer Inschrift eingelassen ist:
| Inschrift der Gedenktafel in der Mitte des Platzes                                                                                 | Inschrift der Gedenktafel in der Mitte des Platzes |
| Französisch (Original) | Deutsch (Übersetzung) |
| --- | --- |
| Ici le 11 novembre 1918 succomba le criminel orgueil de l'empire allemand vaincu par les peuples libres qu'il prétendait asservir. | Hier unterlag am 11. November 1918 der frevlerische Hochmut des deutschen Reichs, besiegt von den freien Völkern, die zu unterjochen es beansprucht hatte. |

Anlässlich des 100. Jahrestages wurde die Tafel durch zwei von Emmanuel Macron und Angela Merkel enthüllte Gedenksteine in französischer und deutscher Sprache ergänzt:
| Inschriften der Gedenktafeln | Inschriften der Gedenktafeln |
| Französisch | Deutsch |
| --- | --- |
| A l'occassion du centenaire de l'armistice du 11 novembre 1918, Monsieur Emmanuel Macron, Président de la République Française, et Madame Angela Merkel, Chancelière de la République Fédérale d'Allemagne, ont réaffirmé ici la valeur de la réconciliation franco-allemande au service de l'Europe et de la paix. | Anlässlich des 100. Jahrestages des Waffenstillstands vom 11. November 1918 haben der Präsident der Französischen Republik, Emmanuel Macron, und die Bundeskanzlerin der Bundesrepublik Deutschland, Angela Merkel, hier die Bedeutung der deutsch-französischen Aussöhnung im Dienste Europas und des Friedens bekräftigt. |

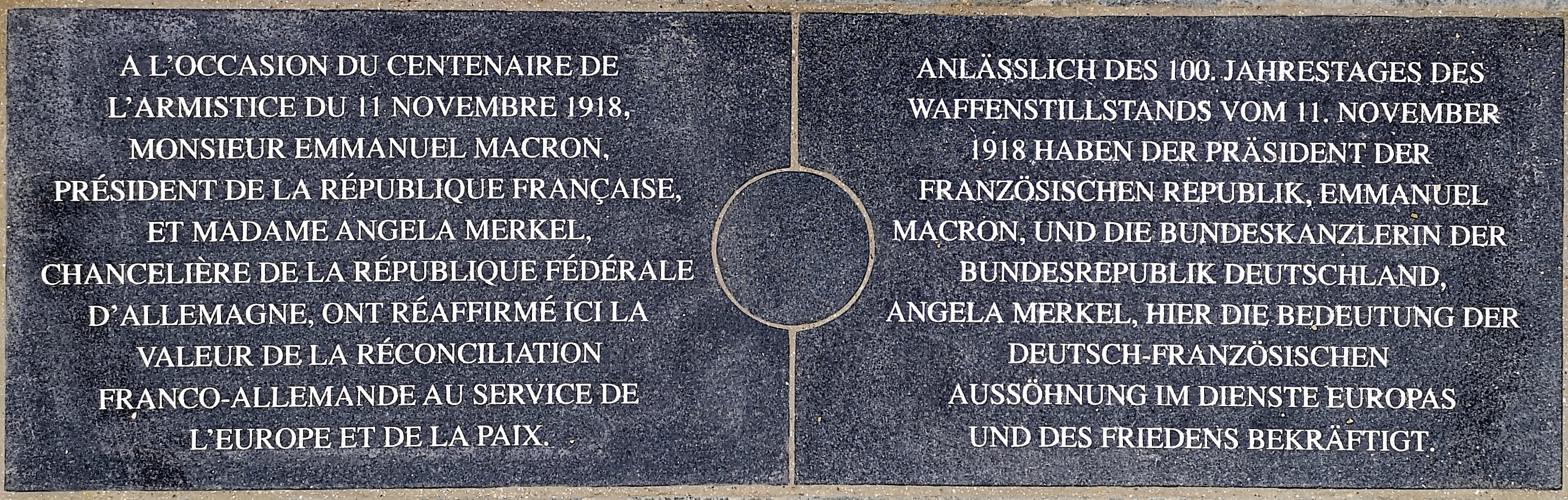
Gedenktafeln

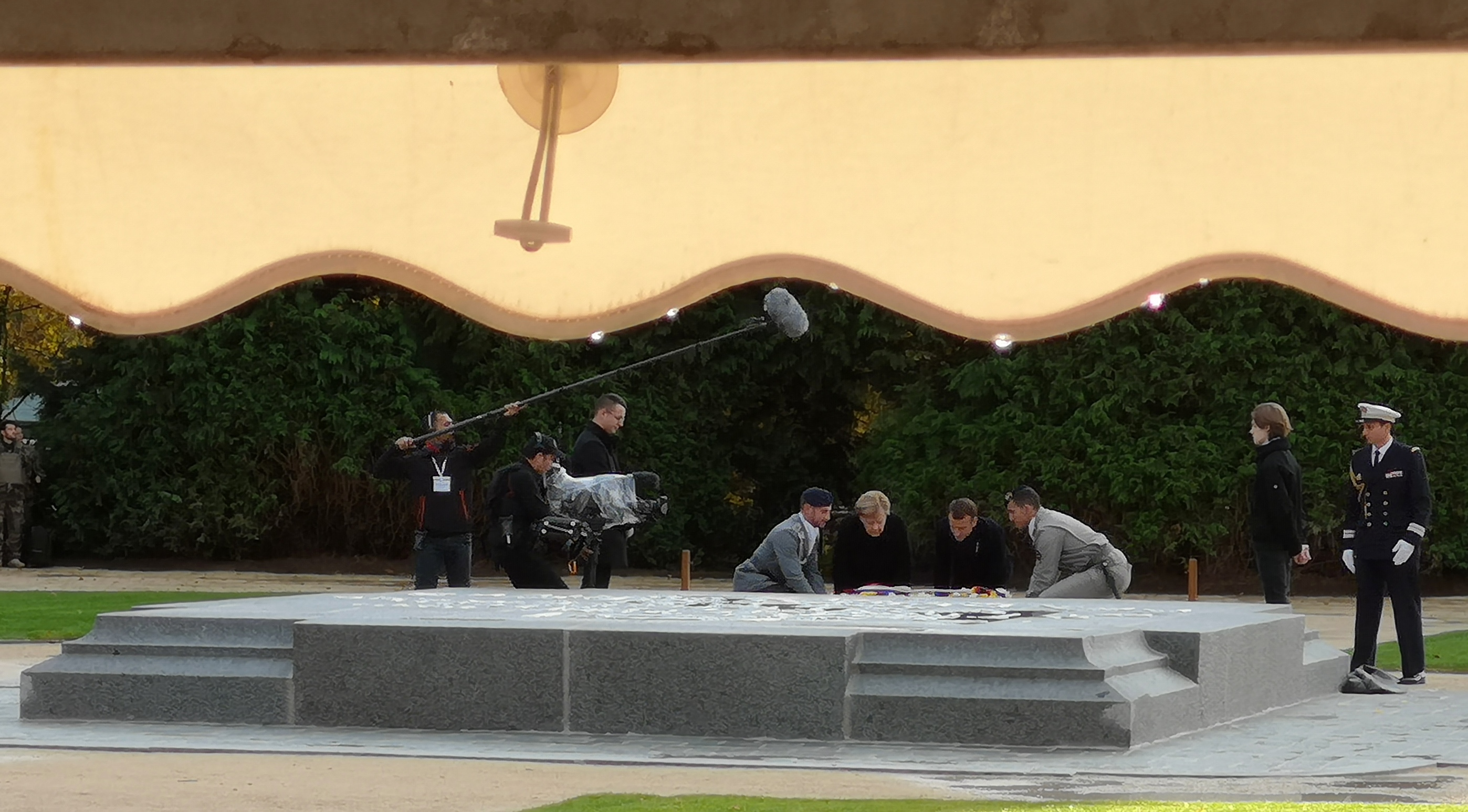
Merkel und Macron bei der Kranzniederlegung

Auf der südwestlichen Seite des Platzes, in Verlängerung der westlichen, französischen Gleise, wurde nach dem Ersten Weltkrieg ein kleines Museum (fr. Musée de l’Armistice) erbaut. Darin stand bis 1940 der französische Original-Waggon von 1918. Da das Original im Zweiten Weltkrieg zerstört wurde, stellte man nach dem Krieg an derselben Stelle am 16. September 1950 einen weitgehend baugleichen Wagen auf, in dem sich am 10. November 2018 Präsident Macron und Bundeskanzlerin Merkel in das Gästebuch von Museum und Gedenkstätte eintrugen. Neben dem Waggon zeigt das Museum eine kleine Ausstellung zum Ersten Weltkrieg, die im Jahre 2018 vollständig neu gestaltet wurde.
Vor dem Museum stehen ein Panzer vom Typ Renault FT und ein 75er-Geschütz aus dem Ersten Weltkrieg.
Auf der Nordost-Seite des Platzes steht eine Statue von Marschall Foch, dem französischen Verhandlungsführer im Ersten Weltkrieg.

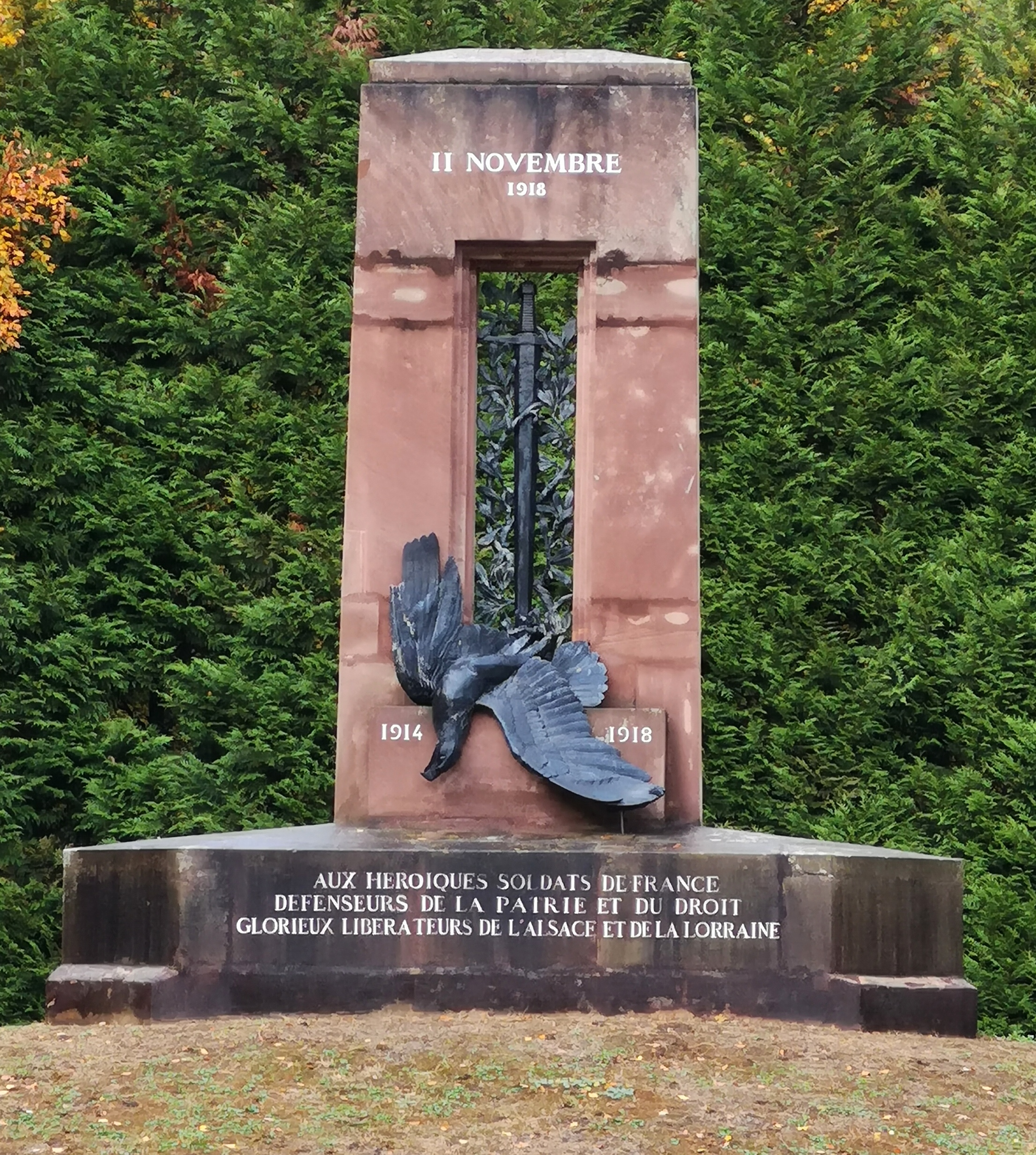
Denkmal zu Ehren der französischen Rückgewinnung von Elsaß-Lothringen

Etwas abseits des Platzes, an der Landstraße 250 m nordwestlich des Platzes – jedoch mit ihm verbunden durch eine Sichtachse, steht ein Denkmal zu Ehren der französischen Rückgewinnung von Elsaß-Lothringen. Das im Zweiten Weltkrieg auf Befehl Hitlers abgebrochene und danach wieder aufgebaute Denkmal zeigt vor einem hohen französischen Schwert den gefallenen deutschen Reichsadler.

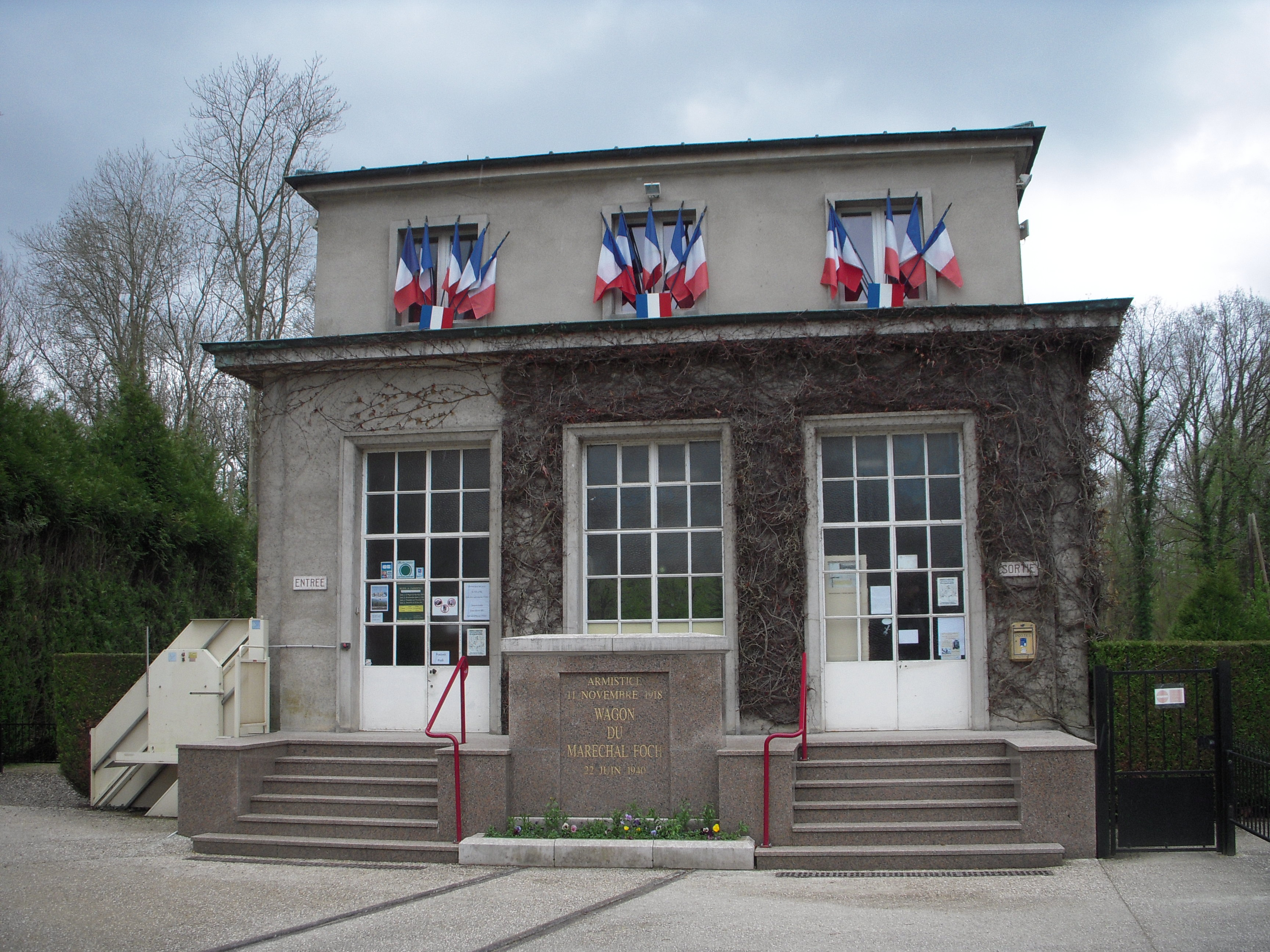
Front des Museums
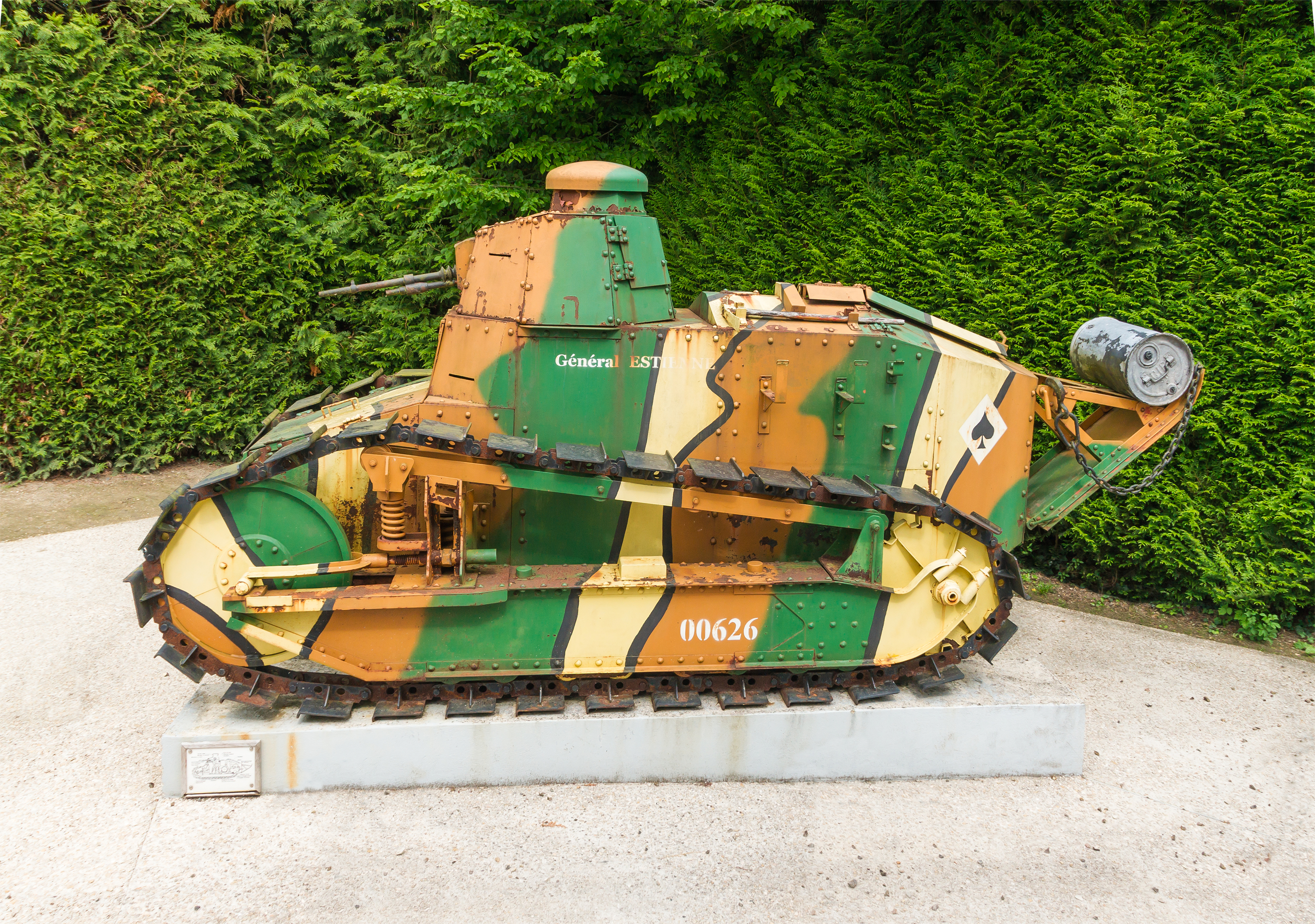
Panzer Renault FT
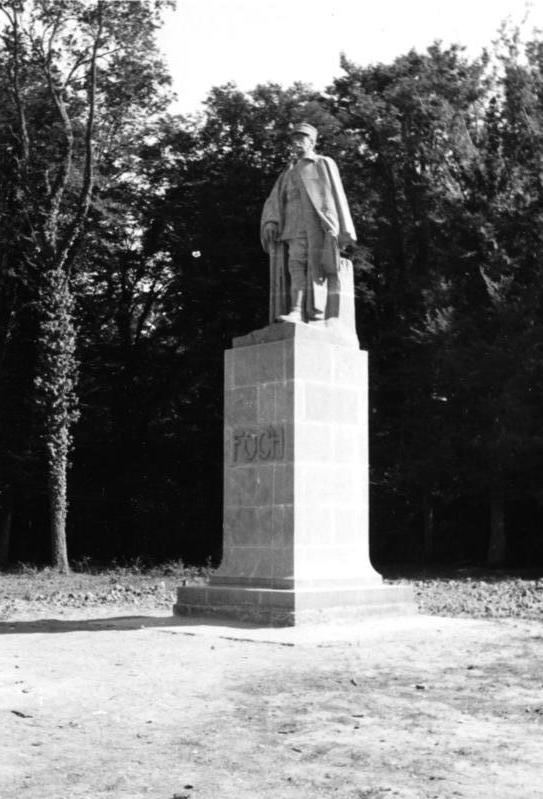
Foch-Statue
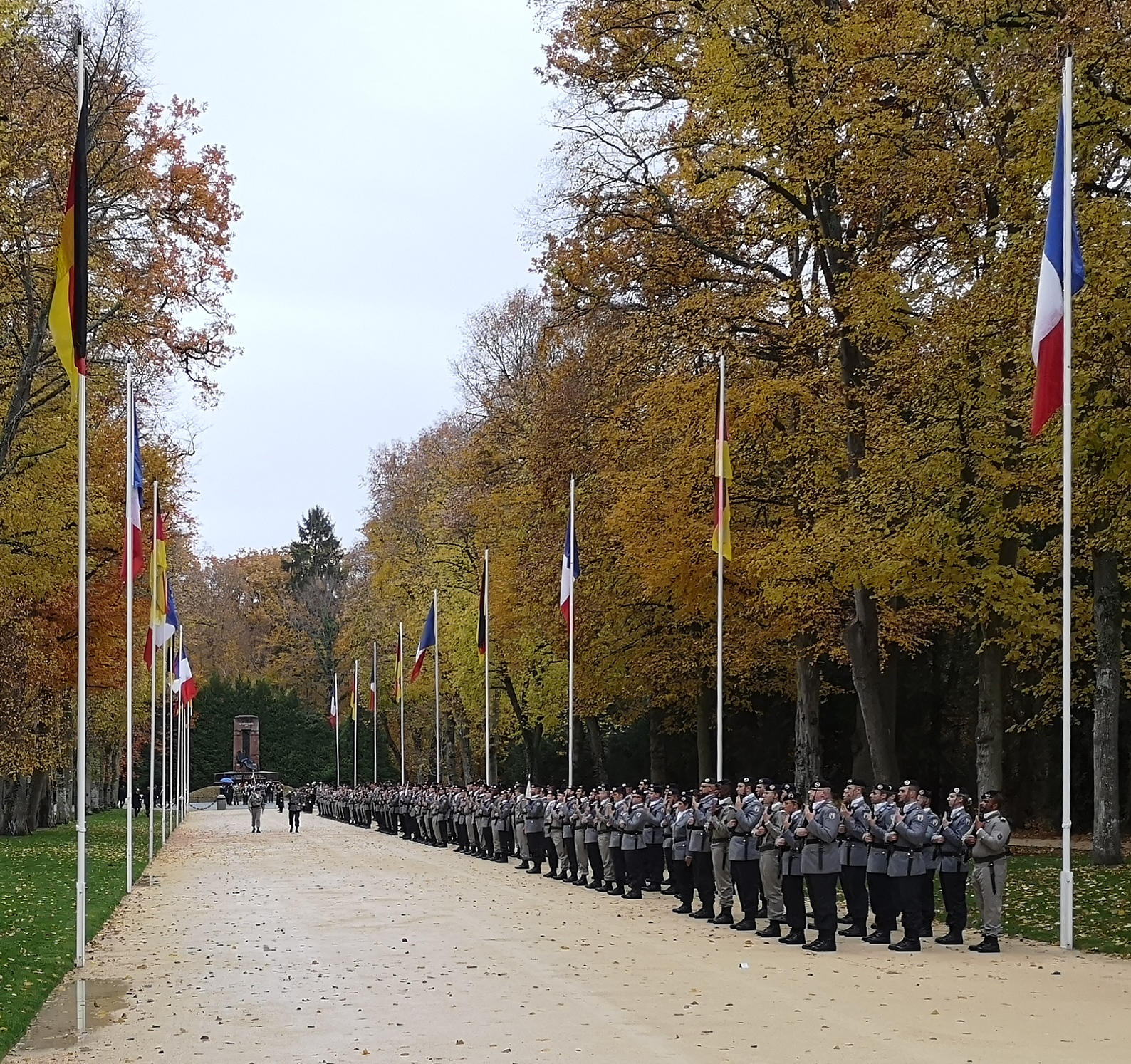
Dt.-Franz. Brigade, im Hintergrund das Elsaß-Lothringen-Denkmal